# Milan Rakić

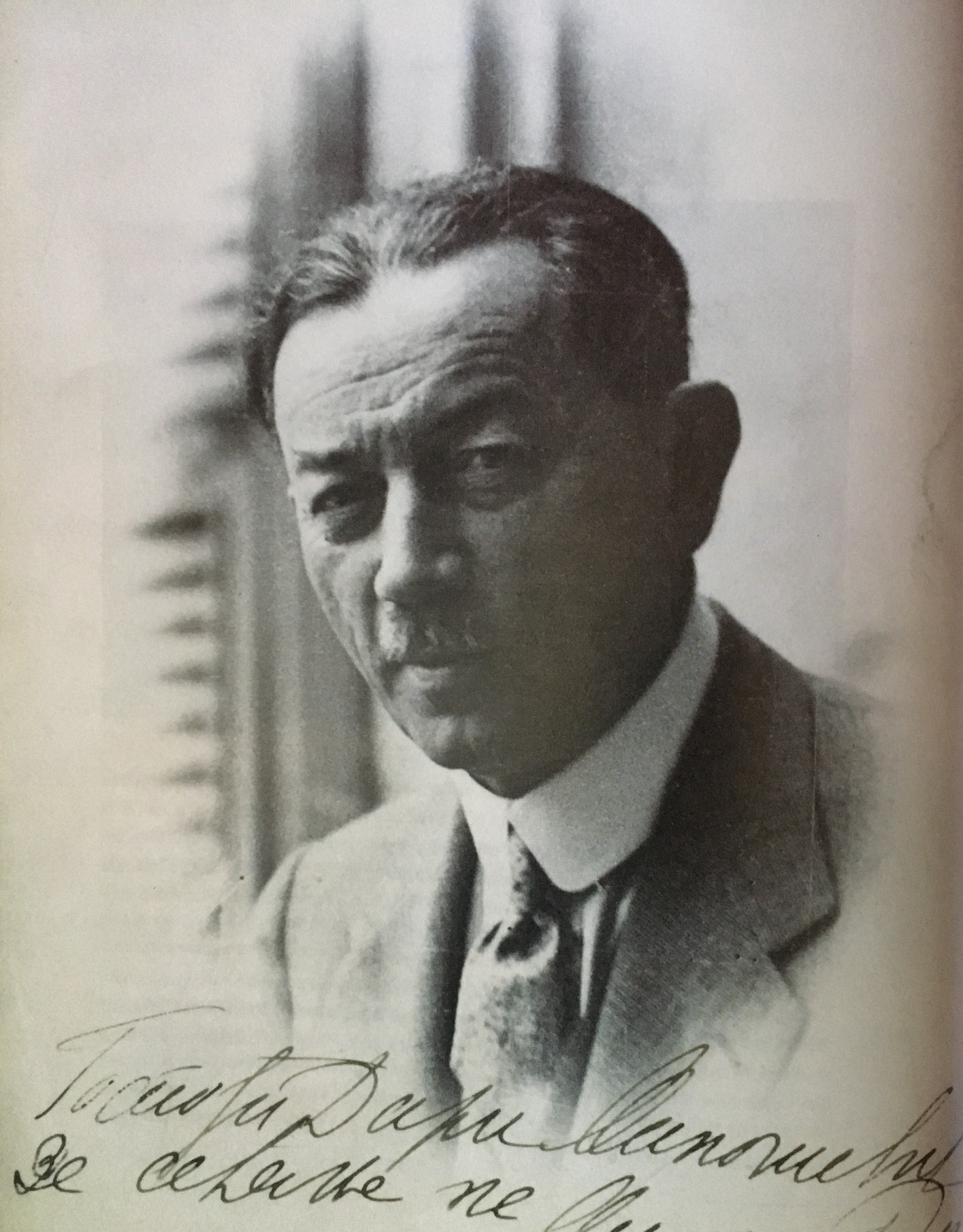
Milan Rakić

Milan Rakić (ur. 18 września 1876 w Belgradzie, zm. 30 czerwca 1938 w Zagrzebiu) – serbski poeta.
W 1894 ukończył gimnazjum w Belgradzie, 1898–1902 studiował prawo w Paryżu, później został pracownikiem Ministerstwa Finansów. W latach 1904–1933 pracował jako dyplomata (w latach 1927–1933 na placówce w Rzymie), później był m.in. prezesem serbskiego Pen Clubu. Pisał liryki refleksyjne i patriotyczne, w 1904 wydał zbiór Pesme, a w 1912 – Nowe pesme; wyróżnikami tych dzieł był intelektualizm, ironia i autoironia, co okazało się wyraźną nowością w serbskiej liryce. Pozostawał pod wpływem francuskiego dekadentyzmu. Wniósł do serbskiej poezji modernistycznej tematykę emocjonalnego chłodu, dewaluacji tradycyjnych wartości i zmysłowe ujęcie relacji erotycznych. Jego twórczość miała rodowód parnasistowski i symbolistyczny, była kunsztowną formalnie poezją modernistycznych rozterek duszy, poza tym tworzyła neoromantyczny kult dramatycznej przeszłości Serbii.